# Worcester megye (Massachusetts)
Worcester megye az Amerikai Egyesült Államokban, azon belül Massachusetts államban található. Megyeszékhelye és legnagyobb városa Worcester. Lakosainak száma 862 111 fő (2020. április 1.). Worcester megye Cheshire, Hillsborough, Middlesex, Norfolk, Providence, Windham, Tolland, Hampden, Hampshire, Franklin és Northeastern Connecticut Planning Region megyékkel határos.

## Népesség
A megye népességének változása:
| Lakosok száma | 800 223 | 803 509 | 805 353 | 809 106 | 818 963 | 862 111 |
|               | 2010    | 2011    | 2012    | 2013    | 2015    | 2020    |